# Spieler (2014)
Spieler ist ein Dokumentarfilm der österreichischen Filmemacherin Katharina Copony, Kino- und VoD-Start war am 12. Oktober 2014. Am 5. Oktober 2014 wurde der Film auf 3sat gezeigt. Der Film wurde produziert von der Nikolaus Geyrhalter Filmproduktion.

## Handlung
Rustem pokert, es ist sein Hobby und sein Beruf. Katharina Copony dokumentiert Rustems Leben vor dem Bildschirm, wo er in zwei Stunden bis zu 300 Pokerturniere abschließt. Glück hat seiner Meinung nach wenig mit dem Spiel zu tun. Selbstvertrauen, Zahlentalent und Disziplin hält er für das Erfolgsrezept.

## Kritiken
Die Welt des Pokers ist wie eine Parallelwelt, in die viele Menschen keinen Einblick haben. Die Geldsummen, die über den Tisch gehen, faszinieren. Die Tiroler Tageszeitung schreibt: „‘Für die WM in Las Vegas braucht man 20.000 Dollar‘, erzählt die weibliche Stimme. ‘Dein letztes Geld sollte es nicht sein. Man muss es verlieren können, ohne mit der Wimper zu zucken.‘ Diese Mischung aus Selbstvertrauen, Zahlentalent, Disziplin und einer gewissen Verachtung für Geld illustriert Copony mit gigantischen Tischensembles, eleganten Kartentricks und gekonnten Bewegungsabläufen.“ Der Standard findet, dass Katharina Copony gekonnt das Phänomen der Spielsucht beschreibt. „Copony beschreibt anhand seiner Person das Gefühl der Isolation, das mit der ‚Spielsucht‘ aufkommt. Die Getriebenheit wird in dem Film, der diese Parallelwelt atmosphärisch einfängt, dennoch schwer greifbar: Am ehesten sind es die Schauplätze, die angespannte Luft in Spielhallen und Turniersälen, die dem Spieltrieb ein Gesicht geben.“ In einem Interview mit pokerzeit.com beschreibt die Regisseurin selbst, was sie während des Drehs über „Spieler“ gelernt hat. „Der Prozess des Spielens hat keinen richtigen Beginn und kein richtiges Ende. Zeit bekommt eine ganz eigene Qualität. Neben höchster Konzentration und Spannung sind ja auch Langeweile und Monotonie wichtige Begleiter des Berufsspielers.“